# Gábor József (színművész)
Gábor József (Nagyszalonta, 1918. augusztus 16. – Nagyvárad, 1991. április 20.) romániai magyar színész, rendező. Felesége, Gábor Katalin (1928–2015) színésznő volt.

## Életpályája
Gimnáziumi tanulmányait Nagyváradon végezte el. 1937-ben három hónapos színészi tanfolyamon vett részt. 1940–1946 között Putnik Bálint társulatában játszott. 1946–1948 között Jakabffy Dezső társulatában szerepelt Szatmárnémetiben. Pár hónapos kolozsvári szereplés után visszatért Nagyváradra, ahol élete végéig élt. 1948–1961 között Nagyváradon volt látható. 1961–1962 között a Szatmárnémeti Északi Színházban is fellépett. 1966–1969 között Nagyváradon a magyar tagozat művészeti vezetőjeként tevékenykedett. 1985-ben nyugdíjba vonult.
Karakter- és intrikusszerepekben ért el nagy sikert. Az irónia és a groteszk humor kedvelője volt, amelyet számos rendezésében is érvényesített, és kifogyhatatlan volt a játékmesteri ötletekben.

## Színházi szerepei
- Hunyady Sándor: Havasi napsütés – Dr. Kriszt
- Scribe: Egy pohár víz – Masham; Bolingbroke
- Madách Imre: Az ember tragédiája – Lucifer
- Schiller: Don Carlos – II. Fülöp spanyol király
- Móricz Zsigmond: Rokonok – Polgármester
- Brecht: Puntila úr és szolgája, Matti – Puntila úr
- Katona József: Bánk bán – Bánk bán
- Dürrenmatt: Play Strindberg/Strindberg-játék – Edgar
- Schiller: Ármány és szerelem – Wurm kancellár
- Lovinescu: Egy művész halála – Manole Crudu szobrász
- O’Neill: Amerikai Elektra – Ezra Manon
- Bulgakov: Képmutatók cselszövése – De Charron, Párizs hercegérseke
- Willims: Macska a forró bádogtetőn – Ópapa
- Zilahy: A szűz és a gödölye – id. Huben Sándor
- Caragiale: Elveszett levél – Fergeteges Caţavencu és Trahanache
- Ben Jonson: Volpone – Mosca
- Heltai: A néma levente – Mátyás, a magyarok királya
- Hasek: Svejk, a derék katona – Grünstein, főorvos
- Nicolaj: Hárman a padon – Lapaglia Luig

## Színházi rendezései
- Móricz Zsigmond: Nem élhetek muzsikaszó nélkül
- Scarnicci–Tarabusi: Kaviár és lencse
- Kálmán Imre: A csárdáskirálynő
- Lehár Ferenc: A mosoly országa
- Scribe: Egy pohár víz
- Gogol: A revizor